# Садово (Бургаська область)
Са́дово (болг. Садово) — село в Бургаській області Болгарії. Входить до складу общини Сунгурларе.

## Населення
За даними перепису населення 2011 року у селі проживали 177 осіб.
Національний склад населення села:
| Національність   | Кількість осіб | Відсоток |
| ---------------- | -------------- | -------- |
| болгари          | 126            | 74,6%    |
| цигани           | 23             | 13,6%    |
| турки            | 19             | 11,2%    |
| Всього відповіли | 169            |          |

Розподіл населення за віком у 2011 році:
Динаміка населення: